# File Manager (Windows)

File Manager su Windows for Workgroup 3.11

File Manager è un programma di gestione dei file integrato in Microsoft Windows 3.x e Windows NT 3.x, con l'obiettivo di rimpiazzare l'interfaccia precedente, l'MS-DOS Executive.
L'interfaccia mostra una lista di directory (in seguito chiamate cartelle) sul lato sinistro, ed il contenuto della directory selezionata su quello destro. File Manager permette all'utente di rinominare, muovere, stampare, copiare, cercare e cancellare file e directory, così come manipolare alcuni attributi dei file ed associare i tipi di file con i relativi programmi. È possibile anche etichettare e formattare dischi, nonché connettere o disconnettere unità di rete. Sui sistemi Windows NT si può anche gestire la lista di controllo degli accessi a file o cartelle presenti su partizioni NTFS attraverso l'interfaccia di configurazione della sicurezza fornita da shell32 (usata anche da Windows Explorer ed altri file manager di Windows).
Questo programma è molto semplice nonostante la completezza. Nel suo formato a 16 bit soffre di un millennium bug dovuto alla correlazione lessicografica tra le date e l'insieme di caratteri ASCII. Due punti e punto e virgola sostituivano quello che doveva essere il "2000"; questo problema non è presente nella versione a 32 bit. Una patch che corregge il problema è disponibile in una nota di Microsoft. A partire da Windows 95 e Windows NT 4.0, File Manager venne sostituito da Windows Explorer; tuttavia il programma WINFILE.EXE è stato distribuito anche con Windows 95, Windows 98, Windows NT 4.0 e Windows Me, per poi essere definitivamente abbandonato a partire da Windows 2000.
Recentemente è stata creata da Microsoft una nuova versione del File Manager a licenza open-source, disponibile sulla piattaforma GitHub e sul Microsoft Store. Questa è compatibile nativamente con le nuove versioni di Windows. La versione riporta 10.X, come la versione NT di Windows 10.